# System przenoszenia oporządzenia M1910

Żołnierze amerykańscy, doskonale widoczne oporządzenie

System przenoszenia oporządzenia piechoty M1910 – system przenoszenia oporządzenia osobistego piechoty Sił Zbrojnych USA w latach 1910-1956. Zastąpiony przez system M1956.

## Historia
Na przełomie XIX i XX wieku wiele państw rozpoczęło badania nad nowym ekwipunkiem żołnierza, także i USA. W wyniku tych badań ustalono, maksymalną wagę ekwipunku na 25 kg. Nowy ekwipunek powstał w przy współudziale firmy Mills oraz sztabu piechoty. Oporządzenie wz. 1910 wprowadzone w roku 1910, przez wiele lat przechodziło różne modyfikację. Ostatecznie zostało zastąpione dopiero w roku 1956 przez system przenoszenia oporządzenia M1956 LCE.

## Konstrukcja
Początkowo oporządzenie M1910 składało się z kilku elementów. Elementy metalowe wykonano z mosiądzu lub brązu o ciemnobrązowym odcieniu.

### Elementy systemu M1910
Pas amunicyjny piechura M1910 - pas amunicyjny piechura składał się z pasa oraz dwóch paneli z ładownicami na łódki z nabojami do karabinu Springfield M1903. 
Pas amunicyjny jeźdźca M1910 - pas amunicyjny jeźdźca był podobny do pasa piechura, różnica polegała na zastąpieniu lewego panelu z ładownicami na łódki do karabinu Springfield M1903, ładownicą na magazynki pistoletowe.
Pas amunicyjny M1910 do rewolweru - pas wyposażono w osiem ładownic (po cztery z każdej strony) na amunicję do karabinu oraz cztery ładownice na amunicję do rewolweru.
Kieszeń na opatrunek osobisty - podłużna kieszeń zamykana na dwa zatrzaski, do pasa mocowana za pomocą dwóch haczyków.
Pokrowiec ma manierkę M1910 - pokrowiec wykonano z szarego wojłoku, mieścił manierkę M1910 z kubkiem. Do pasa mocowany za pomocą dwóch haczyków. 
Pokrowiec na manierkę jeźdźca  - od zwykłego pokrowca różnił się tylko mocowaniem. Zamiast haczyków posiadał pętelkę i karabińczyk do mocowania go przy siodle.
Chlebak - miał być zamocowany na stałe do pasa, posiadał integralne szelki (pełniące wraz z pasem rolę pasoszelek). W chlebaku noszono racje żywnościowe, przybory toaletowe. Menażkę noszono w oddzielnie przypinanej torbie.

## Modernizacje systemu M1910

### Oporządzenie M1917/1918
Oporządzenie M1917/1918 opracowano w związku z przystąpieniem USA do wojny. Zmiany polegały przede wszystkim na uproszczeniu elementów co pozwoliło przyspieszyć produkcję. 
Jednym z nowych elementów był pas na granaty ręczne M1918. Masowe użycie granatów wymusiło stworzenie takiego pasa. Pas na granaty posiadał 10 kieszeni na granaty. Oprócz tego wprowadzono, także torbę posiadającą 11 kieszeni do przenoszenia granatów. 
Wraz z wprowadzeniem w roku 1918 do służby karabinu maszynowego BAR stworzono, także ładownice oraz pasy amunicyjne na magazynki do nowej broni. Pas amunicyjny strzelca KM skonstruowany był podobnie do pasa amunicyjnego piechura M1910. Różnica polegała na zastąpieniu ładownic na łódki ładownicami na magazynki do BAR. Ogółem pas mieścił 10 magazynków. Pojawiły się też bandoliery na magazynki do BAR.

### Okres międzywojenny
Po wojnie wprowadzono: Pas piechura i jeźdźca M1923, Pakiet pierwszej pomocy M1924, Chlebak M1928 (uproszczony dla przyspieszenia produkcji), Pas do pistoletu lub rewolweru M1936 (przeznaczony dla oficerów), Torba polowa M1936, Pas strzelca M1937 (zastąpił pasy amunicyjne dla strzelców BAR), Plecak górski.

### Okres II wojny światowej
Przystąpienie USA do II wojny światowej spowodowało przyspieszenie rozwoju oporządzenia. Walki odbywały się na różnych terenach oraz strefach klimatycznych. Elementy metalowe zaczęto wytwarzać z emaliowanej stali, brezent oraz pasy parciane impregnowano przed pleśnią. Powstało też wiele ładownic i kieszeni dopasowanych do nowych broni. Pod koniec 1943 postanowiono zastąpić przepisowy kolor ładownic (khaki) na oliwkowy. W lipcu 1944 wprowadzono Bojowo-bagażowy plecak polowy M1944, zastąpił on starsze niewygodne chlebaki M1928 oraz torby polowe M1936. Zastąpił go w 1945 plecak M1945, w którym wprowadzono postulowane przez żołnierzy poprawki. Podczas II wojny światowej pojawiły się także pakiety pierwszej pomocy M1942, zastąpiły one model 1924. 
Oporządzenie M1910 zostało zastąpione przez oporządzenie M1956 w roku 1957.